# Сардак Марія Іванівна
Марія Іванівна Сардак (1 січня 1919, тепер Запорізької області — 17 травня 1979, місто Токмак Запорізької області) — українська радянська діячка, доярка колгоспу імені Сталіна («Батьківщина») Велико-Токмацького (Токмацького) району Запорізької області. Герой Соціалістичної Праці (26.02.1958). Депутат Верховної Ради СРСР 4—5-го скликань.

## Життєпис
Народилася 1 січня 1919 року в селянській родині. Освіта неповна середня.
З 1936 року працювала колгоспницею колгоспу імені Сталіна Велико-Токмацького району Запорізької області.
З 1948 року — доярка колгоспу імені Сталіна («Батьківщина») міста Великий Токмак Велико-Токмацького району (тепер — міста Токмак Токмацького району) Запорізької області.
Змагаючись з двічі Героєм Соціалістичної Праці Марією Савченко з Сумської області, отримувала стабільно високі надої молока. У 1958 надоїла по 5635 кг молока від кожної корови. Очолювала Запорізьку обласну школу молодих тваринників.
Член КПРС з 1955 року.
Потім — на пенсії в місті Токмак Запорізької області, де й померла 17 травня 1979.
У 1956 році запорізький поет В. Маремпольський і запорізький композитор К. Єржаківський створили «Пісню про знатну доярку Марію Іванівну Сардак». У Запорізькій області в галузі сільського господарства був встановлений приз імені Марії Сардак.

## Нагороди
- Герой Соціалістичної Праці (26.02.1958)
- орден Леніна (26.02.1958)
- медалі